# Motores Yamaha na Fórmula 1

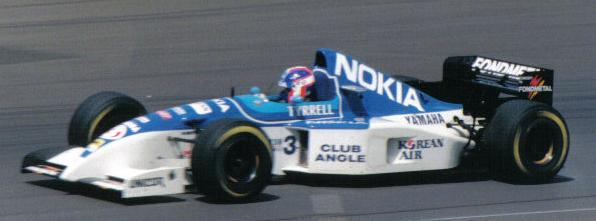
Tyrell 023 de 1995 equipado com o motor Yamaha

## História
Estreou na Fórmula 1 em 1989 e retornou em 1991 ficando até 1997. Forneceu para: Zakspeed, Brabham, Jordan, Tyrrell e Arrows. Atuou em 116 Grandes Prêmios e teve apenas dois pódios na categoria.

## Fornecimento de Motores
| Ano                          | Equipe   | Motor                |
| ---------------------------- | -------- | -------------------- |
| 1989                         | Zakspeed | Yamaha OX88 3.5 V8   |
| Não forneceu motores em 1990 |          |                      |
| 1991                         | Brabham  | OX99 3.5 V12         |
| 1992                         | Jordan   | Yamaha OX99 3.5 V12  |
| 1993                         | Tyrrell  | Yamaha OX10A 3.5 V10 |
| 1994                         | Tyrrell  | Yamaha OX10B 3.5 V10 |
| 1995                         | Tyrrell  | Yamaha OX10C 3.0 V10 |
| 1996                         | Tyrrell  | Yamaha OX11A 3.0 V10 |
| 1997                         | Arrows   | Yamaha OX11A 3.0 V10 |

### Campeonato de Pilotos[1]
| Ano  | Pos | Piloto        |
| ---- | --- | ------------- |
| 1994 | 12º | Mark Blundell |
| 1997 | 12º | Damon Hill    |

### Campeonato de Construtores[1]
| Ano  | Pos | Construtor |
| ---- | --- | ---------- |
| 1994 | 7º  | Tyrrell    |

### Pódios[1]
| Ano  | Grande Prêmio | Pos | Piloto        | Construtor |
| ---- | ------------- | --- | ------------- | ---------- |
| 1994 | Espanha       | 3º  | Mark Blundell | Tyrrell    |
| 1997 | Hungria       | 2º  | Damon Hill    | Arrows     |

## Números na Fórmula 1
- Vitórias: 0[2] (0%[3])
- Pole-Positions: 0[4] (0%[5])
- Voltas Mais Rápidas: 0[6]
- Triplos (Pole, Vitória e Volta Mais Rápida) 0[7] (não considerando os pilotos, apenas o motor)
- Pontos: 36[8]
- Pódiuns: 2[9]
- Grandes Prêmios: 116[10] (Todos os Carros: 220[11])
- Grandes Prêmios com Pontos: 18[12]
- Largadas na Primeira Fila: 0[13]
- Posição Média no Grid: 16,135[14]
- Km na Liderança: 242,048 Km[15]
- Primeira Vitória: nenhuma[16]
- Primeira Pole Position: 0 GP[17]
- Não Qualificações: 23[18]
- Desqualificações: 4[19]
- Porcentagem de Motores Quebrados: 58,180%[20]